# Dolwyddelan
Dolwyddelan (un tempo scritto anche: Dol Wyddelan e Dolwyddelen; 400 ab. ca.) è un villaggio con status di community del Galles settentrionale, facente parte del distretto unitario di Conwy (contea tradizionale: Carnarvonshire; contea cerimoniale: Clywd) e situato nell'area del parco nazionale di Snowdonia e lungo il corso del fiume Lledr.
Il villaggio è ricordato storicamente come il luogo natale del principe Llywelyn il Grande.

## Etimologia
Il nome del villaggio deriva da quello di un santo, Gwyddelan, a cui è dedicata una chiesa in loco.

## Geografia fisica

### Collocazione
Dowyddelan si trova nella parte sud-orientale del parco nazionale di Snowdonia, tra le località di Capel Curig e Blaenau Ffestiniog (rispettivamente a sud della prima e a nord della seconda), a circa 5 miglia a sud-ovest di Betws-y-Coed.

## Società

### Evoluzione demografica
Al censimento del 2001, Dolwyddelan contava una popolazione pari a 427 abitanti, di cui 221 erano donne e 206 erano uomini. Nel 1991 contava invece 485 abitanti (253 donne e 232 uomini).

## Edifici e luoghi d'interesse

### Castello di Dolwyddelan
Su una collina che domina il villaggio, si stagliano le rovine del castello di Dolwyddelan (Dolwyddelan Castle), un edificio costruito in un periodo compreso probabilmente tra il 1210 e il 1240 per volere di Llywelyn il Grande. L'edificio è gestito dal Cadw.
A volte si dice erroneamente che Llywelyn il Grande sia nato in questo castello, ma ciò non è possibile, essendone il costruttore: è più probabile che sia nato in un altro castello andato distrutto.
|  |  |

### Chiesa di San Gwyddelan
Altro edificio d'interesse di Dolwyddelan è la chiesa dedicata a san Gwyddelan, risalente al 1500 circa.